# 비도프니르
비도프니르(고대 노르드어: Víðópnir)는 〈푤스빈느르가 말하기를〉에서 언급되는 존재이다. 이그드라실과 동일시되는 세계수 미마메이드의 꼭대기에 앉아있는 수탉이다.
이 닭은 깃털이 황금빛이고 번개처럼 빛난다. 비도프니르는 태양과 불의 상징으로 받아들여지며, 새벽녘의 울음은 어둠에 대한 빛의 승리와 각성을 의미한다. 때문에 비도프니르는 소생하는 생명의 상징이었으며, 게르만인들에게 영적인 지도적 존재로 생각되었다.

## 같이 보기
- 베드르폴니르
- 흐레스벨그